# Ursula Schröder
Ursula Schröder ist eine deutsche Politologin und Professorin für Politikwissenschaft.

## Leben
Sie studierte an der Humboldt-Universität zu Berlin, Aberystwyth University und an der Freien Universität Berlin und promovierte am European University Institute. Ab 2013 war sie Professorin für internationale Sicherheitspolitik am Otto-Suhr-Institut für Politikwissenschaft an der Freien Universität Berlin. Seit 2017 ist sie Wissenschaftliche Direktorin des Instituts für Friedensforschung und Sicherheitspolitik an der Universität Hamburg sowie Professorin für Politikwissenschaft, insbesondere für Friedensforschung und Sicherheitspolitik. 
Sie ist seit 2022 sachverständiges Mitglied der Enquete-Kommission Lehren aus Afghanistan für das künftige vernetzte Engagement Deutschlands des Deutschen Bundestags.

## Schriften (Auswahl)
- The organization of European security governance. Internal and external security in transition. Abingdon 2011, ISBN 0-415-60159-2.
- mit Fairlie Chappuis (Hg.): Building security in post-conflict states. The domestic consequences of security sector reform. London 2017, ISBN 978-1-138-08538-1.